# Ravine à Malheur
La Ravine à Malheur est un cours d'eau de l'île de La Réunion, département d'outre-mer français et région ultrapériphériquede l'Union européenne dans le sud-ouest de l'océan Indien. 

## Géographie
De 5,6 km de longueur, La ravine à Malheur prend source et a son embouchure sur la même commune de La Possession. La ravine à Malheur prend source au nord-est du Piton d'Orange (860 m), sur les pentes nord de la Grande Montagne, à 845 m d'altitude. Puis elle coule au sud du Piton de la Ravine à Malheur, et au nord de la ravine Calixte qui conflue avec la Ravine Lafleur.
La Source Moulin est située à proximité de la ravine Moulin, affluente de la Ravine à Malheur, et du chemin départemental 41, au lieu-dit homonyme.
La confluence des trois ravines est le centre du lieu-dit la Ravine à Malheur à environ 450 m d'altitude,.
L'embouchure s'effectue au lieu-dit Pointe de la Ravine à Malheur.

### Toponyme
Situé à cheval de part et d'autre de la ravine du même nom, la Ravine à Malheur est aussi un quartier excentré de la commune de La Possession, dans le nord-ouest du territoire. On l'atteint en empruntant, depuis le centre-ville, la route de La Montagne, laquelle dessert principalement La Montagne, quartier de Saint-Denis.

### Bassin versant
La ravine à Malheur traverse une seule zone hydrographique 'Secteur Nord Ouest' (4032). Le bassin versant est encadré au sud par celui de la Ravine Lafleur et de Petit Ruisseau, et au nord par celui de la Ravine de la Petite Chaloupe, puis de la ravine de la Grande Chaloupe.

### Histoire
La ravine à Malheur tire son nom d'un acte de cruauté du gouverneur Jacques de La Heure. En 1672, des esclaves projettent de le pousser dans le précipice d’une ravine, entre Saint-Denis et Saint-Paul pour se venger de sa brutalité mais ils sont trahis. Arrivé à l’endroit appelé plus tard la ravine à Malheur, le gouverneur tue un des esclaves pendant que les autres s'enfuient.
Une légende affirme que le pirate La Buse aurait enfoui un trésor quelque part sur ce lieu.

## Affluents
La Ravine à Malheur n'a pas de tronçon affluent référencé au SANDRE. Néanmoins, la Ravine de Tourris et la Ravine Moulin qui prennent source au nord-ouest du Piton d'Orange (860 m) sont deux affluents signalés par Géoportail.
Le rang de Strahler est donc de deux.